# Laphria mellipes
Laphria mellipes är en tvåvingeart som beskrevs av Christian Rudolph Wilhelm Wiedemann 1828. Laphria mellipes ingår i släktet Laphria och familjen rovflugor. Inga underarter finns listade i Catalogue of Life.